# 埃普特河畔韦克桑
埃普特河畔韦克桑（Vexin-sur-Epte，發音：[vɛksɛ̃ syʁ ɛpt]）是法国厄尔省的一个市镇，位于该省东部，属于莱桑德利区。

## 地名
埃普特河（Epte）是流经该地一条河流，其为塞纳河的右支流。韦克桑（Vexin）是法国西北部的一个传统地区。

## 历史
埃普特河畔韦克桑成立于2016年1月1日，由以下14个市镇合并而成：
- 贝特农维尔（Berthenonville）
- 比圣雷米（Bus-Saint-Rémy）
- 卡艾涅（Cahaignes）
- 康捷
- 锡维耶尔（Civières）
- 当梅尼勒（Dampsmesnil）
- 埃科
- 韦克桑地区丰特奈（Fontenay-en-Vexin）
- 福雷拉福利（Forêt-la-Folie）
- 富尔日（Fourges）
- 韦克桑地区富尔（Fours-en-Vexin）
- 吉特里（Guitry）
- 帕尼约斯（Panilleuse）
- 图尔尼（Tourny）

其中埃科为政府驻地。

## 地理
埃普特河畔韦克桑（49°9'35"N, 1°36'22"E）面积114.49 平方千米，位于法国诺曼底大区厄尔省，韦克桑地区自然保护区范围内。
与埃普特河畔韦克桑接壤的市镇（或旧市镇、城区）包括：加尼、厄贝库尔-阿里库尔、蒂伊、韋爾農、普雷萨尼洛格约、利勒圣母村、韦克桑地区梅济耶尔、吉斯尼耶、阿尔康西、穆夫莱讷、韦克桑地区维莱、韦克桑地区莱蒂利耶、欧特韦尔讷、埃普特河畔沙托、埃普特河畔圣克莱尔、埃普特河畔蒙特勒伊、布赖和吕、阿姆尼库尔。
埃普特河畔韦克桑的时区为UTC+01:00、UTC+02:00（夏令时）。

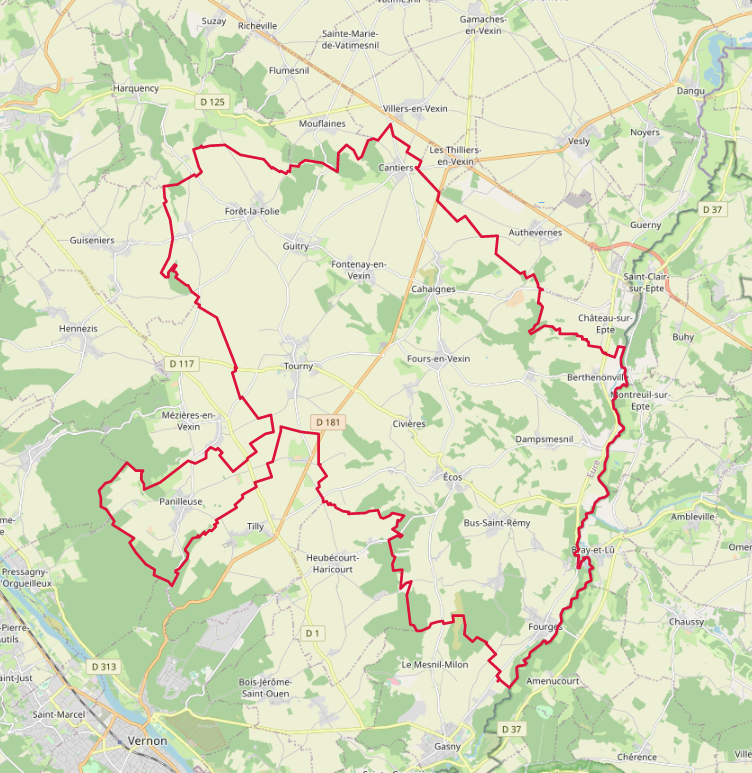
埃普特河畔韦克桑的OSM定位图

## 行政
埃普特河畔韦克桑的邮政编码为27420、27510、27630，INSEE市镇编码为27213。

## 政治
埃普特河畔韦克桑所属的省级选区为莱桑德利县。

## 人口
埃普特河畔韦克桑于2022年1月1日时的人口数量为6026人。